# Hötensleben
Hötensleben település Németországban, azon belül Szász-Anhalt tartományban. Lakosainak száma 3483 fő (2023. december 31.).

## Népesség
A település népességének változása:
| Lakosok száma | 3600 | 3554 | 3567 | 3564 | 3483 |
|               | 2017 | 2019 | 2021 | 2022 | 2023 |